# Boczniakowiec szerokozarodnikowy
Boczniakowiec szerokozarodnikowy (Pleurotellus chioneus (Pers.) Kühner) – gatunek grzybów należący do rodziny ciżmówkowatych (Crepidotaceae).

## Systematyka i nazewnictwo
Pozycja w klasyfikacji według Index Fungorum: Pleurotellus, Crepidotaceae, Agaricales, Agaricomycetidae, Agaricomycetes, Agaricomycotina, Basidiomycota, Fungi.
Po raz pierwszy opisał go w 1828 r. Christiaan Hendrik Persoon, nadając mu nazwę Agaricus variabilis * chioneus. W 1926 r. Robert Kühner przeniósł go do rodzaju Pleurotellus. Pozostałe synonimy:
- Calathinus chioneus (Pers.) Quél. 1886
- Dendrosarcus chioneus (Pers.) Kuntze 1898
- Octojuga chionea (Pers.) Pilát 1951
- Pleurotellus chioneus var. friesii Raithelh. 1974
- Pleurotus chioneus (Pers.) Gillet 1876
- Pleurotus chioneus f. ellipsospora Pilát 1935

Polską nazwę zarekomendował Władysław Wojewoda w 2003r.

## Morfologia
Ma białe owocniki o średnicy około 1 cm. Podczas suchej pogody zwijają się one w kulę, blaszkami do wewnątrz, chroniąc w ten sposób hymenium przed wysychaniem.

## Występowanie i siedlisko
Występuje w Ameryce Północnej i Południowej, Europie, Azji i Australii. W Polsce podano wiele stanowisk.
Nadrzewny grzyb saprotroficzny. Występuje w lasach liściastych i mieszanych na pniach i gałęziach topoli osiki, zwłaszcza owocniki głównie od sierpnia do października. Pojawiają się tylko po intensywnych opadach deszczu, przy dużej wilgotności podłoża w dobrze osłoniętych miejscach, takich jak szczeliny w drewnie lub pod częściowo oderwaną korą.